# Широкий і вузький формат даних
Широкий і вузький (іноді неукладений і укладений, або широкий і високий) – це терміни, які використовуються для опису двох різних представлень табличних даних.

## Широкий
Широкі дані або дані без укладання подані таким чином, що кожна змінна даних має окремий стовпчик.
| Особа | Вік | Вага | Зріст |
| ----- | --- | ---- | ----- |
| Боб   | 32  | 168  | 180   |
| Аліса | 24  | 150  | 175   |
| Стів  | 64  | 144  | 165   |

## Вузький
Вузькі, складені або довгі дані подані таким чином, що є один стовпчик, що містить усі значення, та інший, де подано контекст значення.
| Особа | Змінна | Значення |
| ----- | ------ | -------- |
| Боб   | Вік    | 32       |
| Боб   | Вага   | 168      |
| Боб   | Зріст  | 180      |
| Аліса | Вік    | 24       |
| Аліса | Вага   | 150      |
| Аліса | Зріст  | 175      |
| Стів  | Вік    | 64       |
| Стів  | Вага   | 144      |
| Стів  | Зріст  | 165      |

Такий формат часто простіше реалізувати: додавання нового поля не потребує будь-яких змін у структурі таблиці, проте для людей розуміння такої таблиці може бути ускладненим.

## Реалізація
Багато статистичних систем і систем обробки даних мають функції для перетворення між цими двома форматами, наприклад, мова програмування R має кілька пакетів, таких як пакет tidyr. [Архівовано 24 грудня 2021 у Wayback Machine.] Пакет pandas у Python реалізує цю операцію як функцію melt [Архівовано 4 грудня 2021 у Wayback Machine.], яка перетворює широку таблицю у вузьку. Процес перетворення вузької таблиці в широку таблицю зазвичай називають «поворотом» (англ. pivoting) у контексті перетворень даних. Пакет Python "pandas" містить метод "pivot" [Архівовано 4 грудня 2021 у Wayback Machine.], який забезпечує перетворення вузької таблиці на широку.